# Bakulan (Kemangkon)
Bakulan is een bestuurslaag in het regentschap Purbalingga van de provincie Midden-Java, Indonesië. Bakulan telt 1683 inwoners (volkstelling 2010).